# نوکیا ۲۳۱۰
نوکیات ۲۳۱۰ یک نمونه از گوشی‌های شرکت نوکیا می‌باشد .

## نگارخانه

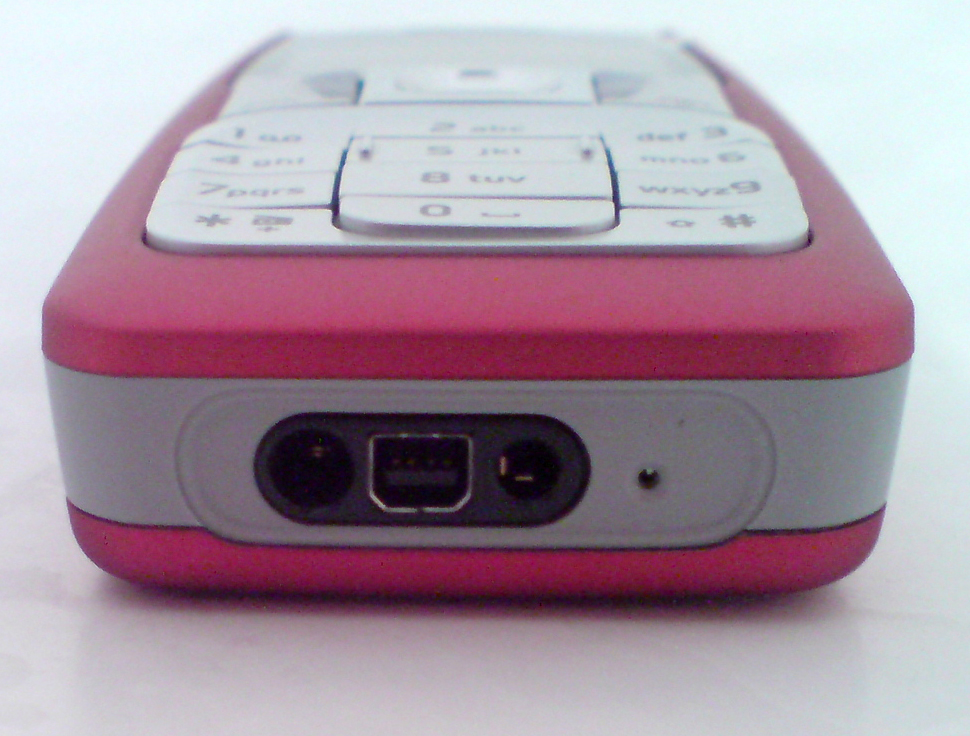
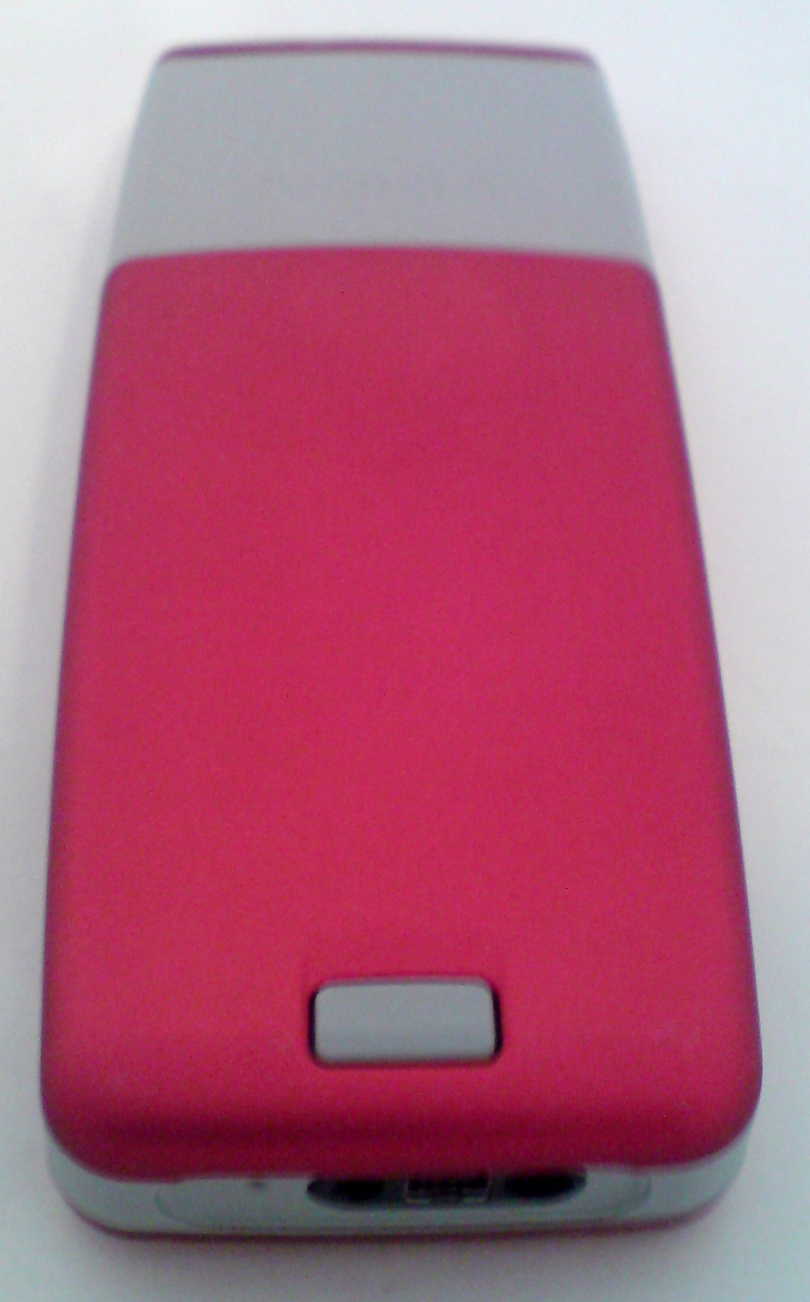
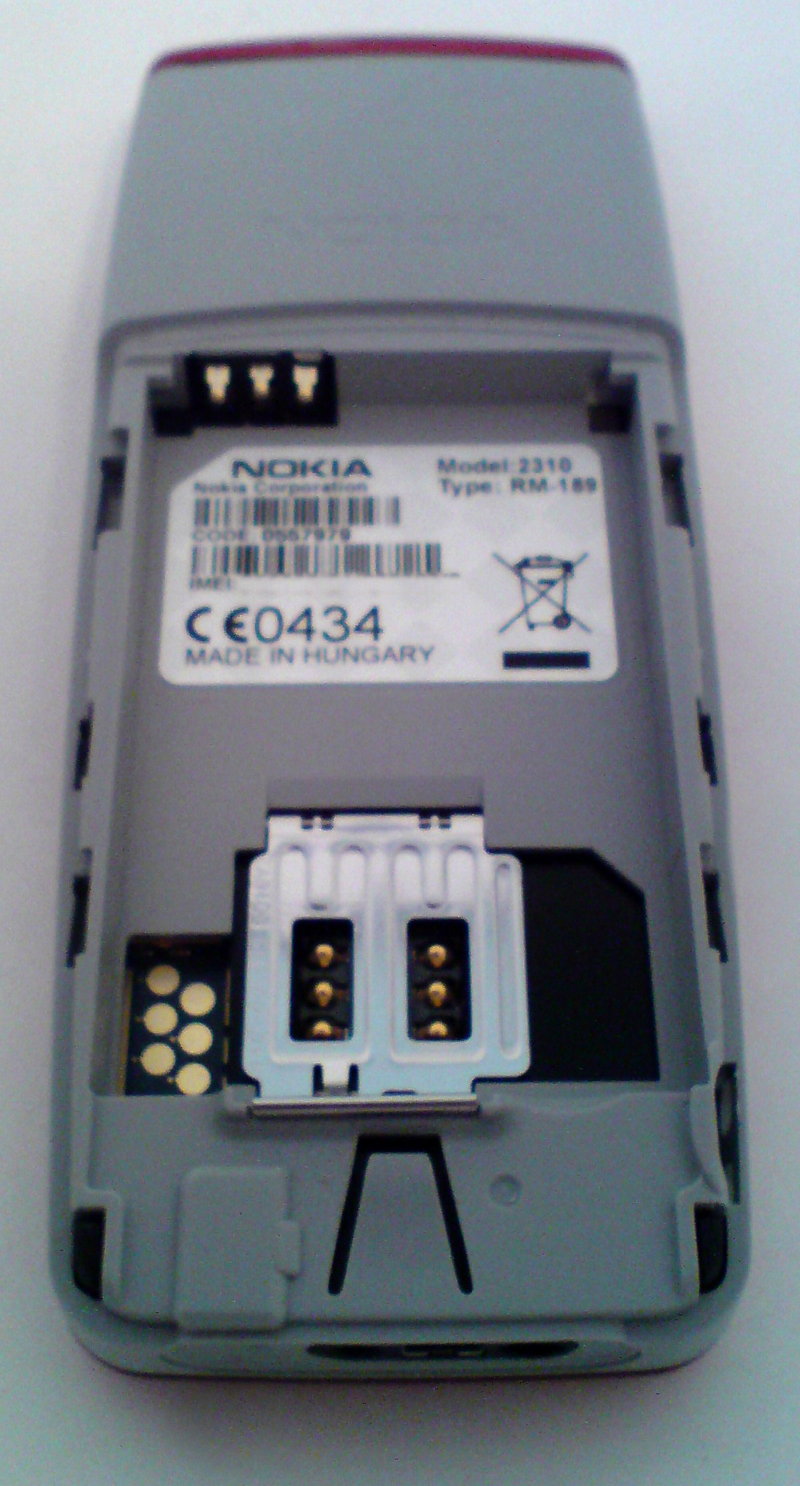